# Pierre Moerlen
Pierre Moerlen (Colmar, 23 ottobre 1952 – Sainte-Marie-aux-Mines, 3 maggio 2005) è stato un batterista, vibrafonista e compositore francese.
Divenne famoso come membro della band di space rock Gong. Fece anche parte del gruppo francese Les Percussions de Strasbourg e collaborò negli album di diversi musicisti famosi, tra i quali Mike Oldfield e l'ex Rolling Stones Mick Taylor.

## Biografia

### Inizi
Pierre Moerlen nacque a Colmar in Alsazia il 23 ottobre 1952, terzo di cinque figli. Il padre Maurice era un famoso organista e la madre era un'insegnante di musica. Sia il fratello che le sorelle sono diventati musicisti, in particolare Benoit, che a sua volta avrebbe suonato nei Gong e con Oldfield.
Pierre si trasferisce a Strasburgo nel 1967 per studiare percussioni in conservatorio da Jean Batigne, fondatore del gruppo Les Percussions de Strasbourg. Si unisce anche a due band locali di jazz-rock, una delle quali sono gli Hasm Congélateur, dove suona assieme al futuro chitarrista dei Magma Gabriel Fédérow. La più importante performance di questo gruppo è l'apertura del Festival di Seloncourt nel settembre del 1972, a cui partecipano i Genesis ed i Matching Mole. In questo periodo, Moerlen scrive i primi brani insieme alla sua ragazza, la compagna di conservatorio Mireille Bauer.

### I Gong
Nel gennaio del 1973, Pierre e Mireille si uniscono ai Gong di Daevid Allen. In primavera, mentre Allen e Gilli Smyth soggiornano a Maiorca, la nuova formazione dei Gong esegue una serie di concerti in Francia con il nome Paragong. L'esordio su vinile di Moerlen avviene in quello da molti ritenuto il capolavoro dei Gong, l'album Angel's Egg, il secondo capitolo della "Trilogia di Radio Gnome", registrato in estate con la formazione al completo. In giugno, il proprietario della Virgin Records Richard Branson lo ingaggia per suonare al concerto di lancio dell'album Tubular Bells di Mike Oldfield, assieme a molti tra i migliori musicisti della scena di Canterbury. Tra il 1975 ed il 1977, Moerlen diventa il percussionista preferito da Oldfield, che lo fa suonare nei suoi album e nei concerti dal vivo.
In quegli anni Pierre lascia e torna nei Gong diverse volte, sia per gli impegni con Oldfield che per quelli con Les Percussions de Strasbourg, con i quali prende parte allo spettacolo Musik im Bauch di Karlheinz Stockhausen e a Hiérophonie V di Yoshihisa Taïra. Nelle varie pause intercorse tra gli impegni con le varie band in cui è entrato, spesso Morlen si è dedicato all'insegnamento musicale. Dopo le sessioni di registrazione di You, nel 1974, lascia la band prima del tour promozionale dell'album. Nell'estate del 1975, dopo che i membri fondatori dei Gong Allen e Gilli Smyth avevano lasciato il gruppo, Branson gli chiede di rientrare e di diventare il leader della band insieme a Didier Malherbe e Steve Hillage. Quest'ultimo esce a sua volta dopo le registrazioni di Shamal del 1975, per concentrarsi sulla carriera da solista.

### I Pierre Moerlen's Gong
La formazione e la musica dei nuovi Gong non hanno ormai molto in comune con quelle dei Gong 'classici'. Con il nuovo album Gazeuse! del 1977, pubblicato negli Stati Uniti con il titolo Expresso, lo space rock e la psichedelia che avevano caratterizzato i migliori album del gruppo lasciano il posto alla fusion e per la prima volta tutti i brani sono strumentali. Per ragioni contrattuali Gazeuse! viene ufficialmente attribuito ai Gong, ma è considerato il debutto della formazione di Moerlen.. L'uscita di Malherbe lascia il gruppo in mano a Moerlen e la nuova formazione partecipa alla grande reunion dei vari gruppi della 'Gong Global Family', tenuta a Parigi nel maggio del 1977. Nell'estate di quell'anno i Gong di Moerlen pubblicano Expresso II e per il tour promozionale dell'album il gruppo prende il nome Gong-Expresso. Nello stesso anno finisce la relazione con la Bauer, che esce dal gruppo. Nei lavori successivi, la band prende il nome definitivo Pierre Moerlen's Gong (PMG).
Nel 1978, i Pierre Moerlen's Gong risolvono il contratto con la Virgin e firmano con l'americana Arista Records. Gli album che seguono sono Downwind e Time Is The Key del 1979, Live e Leave It Open del 1980. Le nuove formazioni sono impostate sui musicisti americani di fusion Bon Lozaga, alla chitarra, e Hansford Rowe al basso. Il gruppo si scioglie nel 1981 dopo una tournée americana ed europea; Moerlen continua ad essere impegnato nei concerti di Oldfield ed entra per pochi mesi nei Magma come secondo batterista. Alla fine degli anni ottanta riforma i PMG e con due formazioni diverse registra Breakthrough nel 1986 e Second Wind nel 1988,, ma scioglie nuovamente il gruppo subito dopo per lo scarso successo ottenuto.
Negli ultimi anni di vita Pierre Moerlen si dedica spesso a nuove versioni del PMG. L'ultima pubblicazione, del 2004, è il live Pentanine, registrato a Mosca nel 2002 con una nuova formazione comprendente musicisti russi.

### Altre collaborazioni
Dopo un tour con Mike Oldfield, dal 1985 al 1987 si trasferisce in Svezia dove entra nella locale band di rock sinfonico Tribute, con i quali realizza due album. Dopo il nuovo scioglimento dei Pierre Moerlen's Gong, Moerlen negli anni novanta si esibisce soprattutto come batterista partecipando a diverse tournée che portano con sé famosi musical come Evita, Jesus Christ Superstar, Les Misérables, e West Side Story. Nel 1997, si unisce alla band britannica di jazz-rock Brand X per una serie di concerti in Giappone ed in Europa, ai quali partecipa anche il bassista Percy Jones. In agosto fa il suo rientro nella formazione storica dei Gong, assieme ai quali suona in diversi concerti fino alla primavera del 1999, quando lascia nuovamente il gruppo.
Oltre a portare avanti il progetto PMG, Pierre Moerlen suona nel 2002 con i Gongzilla, formati da musicisti che erano stati in alcune precedenti formazioni dello stesso PMG. Muore nel sonno nella sua abitazione il 3 maggio del 2005, nel periodo in cui stava lavorando ad un nuovo album del PMG con nuovi musicisti alsaziani.

## Tributo
Nel 2010, un gruppo di musicisti che avevano suonato nei Pierre Moerlen's Gong, tra i quali il fratello Benoit, si riuniscono per realizzare il disco Tribute dedicato a Pierre Moerlen.

## Discografia

### Con i Gong
- 1973 - Angel's Egg (Radio Gnome Invisible part 2)
- 1974 - You (Radio Gnome Invisible part 3)
- 1975 - Shamal
- 1977 - Gazeuse! (pubblicato negli USA con il titolo Expresso)
- 1977 - Gong est Mort - Vive Gong!
- 1977 - Gong Live Etc
- 1978: Expresso II[1][8]
- 1998 - Full Circle / Live 88

### Con i Pierre Moerlen's Gong
- 1979: Downwind
- 1979: Time is the Key
- 1980: Pierre Moerlen's Gong Live
- 1980: Leave It Open
- 1986: Breakthrough[3]
- 1988: Second Wind[4]
- 1998: Full Circle Live '88
- 2002: Pentanine

### Con Mike Oldfield
- 1975 - Ommadawn
- 1978 - Incantations
- 1979 - Exposed
- 1979 - Platinum
- 1985 - The Complete Mike Oldfield
- 1987 - Islands

### Altri contributi
- 1973 - Supersister - Iskander
- 1975 - Steve Hillage - Fish Rising
- 1975 - Slapp Happy - Desperate Straights
- 1976 - Daevid Allen & Euterpe - Good Morning!
- 1977 - Pekka Pohjola - Mathematicians Air Display
- 1978 - Thin Lizzy - Live and Dangerous
- 1979 - Mick Taylor - Mick Taylor
- 1980 - Sally Oldfield - Celebration
- 1982 - Philip Lynott -  The Philip Lynott Album
- 1983 - Sally Oldfield - Strange Day In Berlin
- 1983 - Jean-Yves Lievaux  - Transformances
- 1988 - Bireli Lagrene - Inferno
- 1995 - Project Lo - Dabblings in the Darkness
- 1995 - Tribute - Breaking Barriers
- 1997 - Brand X - Manifest Destiny

## Filmografia
- 2015 – Romantic Warriors III: Canterbury Tales